# Josef Hampel
Josef Hampel (* 13. Dezember 1897 in Fugau, Österreich-Ungarn; † 2. Februar 1979 in Ilmenau) war ein deutscher Chemiker und Professor für Elektrochemie und Galvanotechnik. Er war der Gründer und erste Direktor des Instituts für Chemie, Elektrochemie und Galvanotechnik der Technischen Hochschule Ilmenau.

## Leben
Hampel studierte, promovierte (1921) und habilitierte (1936) an der Deutschen Technischen Hochschule in Prag bei Gustav Franz Hüttig auf dem Gebiet der Chemie. Nach einer Tätigkeit als Stahlwerksassistent an der Poldihütte in Kladno war er von 1927 bis 1945 Dozent für Chemie an der Handelsfachschule in Brüx.
Als Flüchtling kam er im Jahr 1945 nach Thüringen und fand zunächst in Mühlhausen eine neue Heimat. Er war als Dozent für Chemie in Mühlhausen und Gotha tätig. Im Jahr 1954 berief man ihn zum Hochschuldozenten für Chemie an die neugegründete Hochschule für Elektrotechnik (HfE) in Ilmenau, die heutige
Technische Universität Ilmenau. Er übernahm die Grundlagenausbildung Chemie für Ingenieurstudenten. Mit Blick auf die Entwicklung chemischer Großbetriebe wie das Elektrochemische Kombinat Bitterfeld (EKB), die Buna-Werke, die Leuna oder die Galvanotechnik Leipzig (GTL)  erkannte er frühzeitig den entstehenden Bedarf an entsprechenden Spezialisten und konzipierte eine elektrochemieorientierte Spezialausbildung. Im Jahr 1956 wurde er zum Professor mit Lehrauftrag für Chemie, Elektrochemie und Galvanotechnik berufen, im Jahr 1959 folgte die Ernennung zum ordentlichen Professor und zum Direktor des Instituts für Chemie, Elektrochemie und Galvanotechnik.
Er baute dieses Institut auf und entwickelte es bis zum Eintritt in den Ruhestand im Jahr 1967 zu einer über die Grenzen der DDR hinaus anerkannten Lehr- und Forschungsstätte. Zu den Internationalen Wissenschaftlichen Kolloquien trafen sich Wissenschaftler und Ingenieure des Fachgebietes Galvanotechnik in Ilmenau.

## Leistungen
Hampels Lehr- und Forschungstätigkeit umfasste neben der technischen Chemie insbesondere das Grenzgebiet von der Chemie zur Metallkunde und Metallurgie sowie speziell das Grenzgebiet Galvanotechnik. Seine enge Verbindung mit Gustav Franz Hüttig führte zu mehreren Arbeiten auf dem Gebiet der Reaktion fester Stoffe. Viele Forschungsarbeiten widmeten sich der Verbesserung der Technologie der elektrolytischen Metallabscheidung und der Untersuchung der physikalisch-mechanischen Eigenschaften von Metallschichten. Das Institut baute unter der Leitung von Hampel seine Zusammenarbeit mit dem größten Industriebetrieb für Galvanotechnik in der DDR, dem VEB Galvanotechnik Leipzig und zu dessen Entwicklungsleiter, Robert Bilfinger, stetig aus.
Über sein Fachgebiet hinaus wirkte Josef Hampel als langjähriger Dekan der Fakultät für Starkstromtechnik wesentlich am Aufbau der Technischen Hochschule Ilmenau mit.

## Werke
- Die Veränderungen des Sorptionsvermögens der Gemische von Calciumoxyd mit Eisen III‐oxyd und von Calciumoxyd und Berylliumoxyd mit Chrom III‐oxyd während ihrer chemischen Vereinigung. (Aktive Oxyde, 98. Mitteilung). In: Zeitschrift für anorganische und allgemeine Chemie. Band 226, Nr. 3, 1936, S. 297–304.
- Über das gesteigerte Sorptionsvermögen von Zinkchromit im Status nascendi. (Aktive Oxyde, 90. Mitteilung). In: Zeitschrift für anorganische und allgemeine Chemie. Band 223, Nr. 3, 1935, S. 297–304.
- Der Verlauf der Frittungsvorgänge in Kupferpulvern, verfolgt durch das Adsorptionsvermögen gegenüber gelösten Farbstoffen. (Über Reaktionen fester Stoffe: 125. Mitteilung). In: Zeitschrift für Elektrochemie und angewandte physikalische Chemie. Band 48, Nr. 2, 1942, S. 82–84.